# Gouffre de la Pleine Lune
Die Gouffre de la Pleine Lune ist eine Karsthöhle. Sie befindet sich in der Gemeinde Le Chenit im Kanton Waadt in der Schweiz. 
Die Gouffre de la Pleine Lune ist eine für diese Region ausserordentlich grosse Schachthöhle. Die Höhle besteht aus einem komplexen Gang- und Schachtsystem, das durch jüngere Schächte und Horizontalgänge zerschnitten wird. In der Gouffre de la Pleine Lune wird noch immer geforscht.
Die vermessene Länge der Gouffre de la Pleine Lune beträgt 1.730 m. Sie hat eine Vertikalausdehnung von −272 m. 